# Церква Різдва Пресвятої Богородиці (Вовківці)
Церква Різдва Пресвятої Богородиці у Вовківцях — парафія і храм греко-католицької громади Борщівського деканату Бучацької єпархії Української греко-католицької церкви в селі Вовківці Чортківського району Тернопільської области.

## Історія церкви
У 1724 році на пагорбі Макарет за служіння о. Димитрія Середовича збудували дерев'яну греко-католицьку церкву Святого архистратига Михаїла, яку освятили у 1727 році. Пізніше отці Василіяни перенесли до храму с. Вовківці ікону Пресвятої Богородиці, яка, ймовірно, датується XV-XVI століттям і вважається чудотворною. Саме на її честь у Вовківцях щорічно відбувається відпуст Співстраждання Пресвятої Богородиці, затверджений у Римі. Нині на місці згорілого дерев'яного храму стоїть мурований храм Різдва Пресвятої Богородиці.
З 1946 по 1961 рік парафія та храм перебували під юрисдикцією РПЦ. У цей час, попри заборону, у Вовківцях все одно проводилися відпусти на честь Пресвятої Богородиці. У 1961 році державна влада закрила церкву, проборство віддала під медпункт, а відпуст заборонила. У 1977 році храм знову відкрили, але він залишився в підпорядкуванні московського православ'я.
У 1990 році парафія і храм повернулися в лоно УГКЦ. Церква у Вовківцях є матірною для церкви Перенесення мощей Святого отця Миколая в селі Сапогів. У ті роки відновили відпуст, і вперше його очолив єпископ Павло (Василик). У 1995 році на відпуст приїжджав владика Тернопільської єпархії Михаїл Сабрига. За служіння о. Ігоря Рокочого в церкві зробили ремонт, повернули проборство в парафіяльну власність, налагодили роботу братства та сестринства, створили дорослий і дитячий церковні хори, відновили братство «Апостольство молитви» і відкрили недільну школу.
На території парафії розташовані:
- Дзвіниця.
- Прибудована до храму каплиця, що є пам'яткою архітектури.
- Фігура Найсвятішого Серця Ісуса (1896).
- 14 дерев'яних хрестів стацій Хресної дороги.
- Три великі дерев'яні хрести, два з яких — місійні.
- Каплиця Пресвятої Богородиці Неустанної Помочі.
- Басейн з фігурою ангела для освячення води.
- Каплиця Божої Матері.

У 2014 році Святу Літургію на відпуст очолив правлячий архієрей Бучацької єпархії Димитрій Григорак. Відпуст у Вовківцях затверджений як єпархіальний. Окрім відпусту Співстраждання Пресвятої Богородиці, на парафії також відзначають храмовий празник на Різдво Богородиці (21 вересня) та відпуст священномученика Йосафата (25 листопада).
При парафії діють: недільна школа, братство «Апостольство молитви», Параманне братство та Вівтарна дружина.

## Парохи
- о. Семенович,
- о. Мазурак,
- о. Антонович,
- о. Роман Бондарук,
- о. Воробкевич,
- о. Іван Сеймов (1990—1991),
- о. М. Жук (1991—1993),
- о. Ігор Рокочий (1993—2001),
- о. Микола Довжук (2001),
- о. Микола Бугера (2001—2009),
- о. Володимир Капуста (адміністратор з березня 2009 року і донині).